# Cerros Azules
Cerros Azules es una localidad uruguaya del departamento de Maldonado, y forma parte del municipio de Solís Grande.

## Ubicación
Se encuentra localizado en la zona suroeste del departamento de Maldonado, sobre la ruta 9 en su km 93 y a pocos kilómetros al norte de la intersección de ésta con la ruta Interbalnearia.

## Población
Según el censo de 2011 la localidad contaba con una población de 293 habitantes.
| 111           | 237 | 225 | 219 | 272 | 293 |
| (Fuente: INE) |     |     |     |     |     |